# Skönstaholm

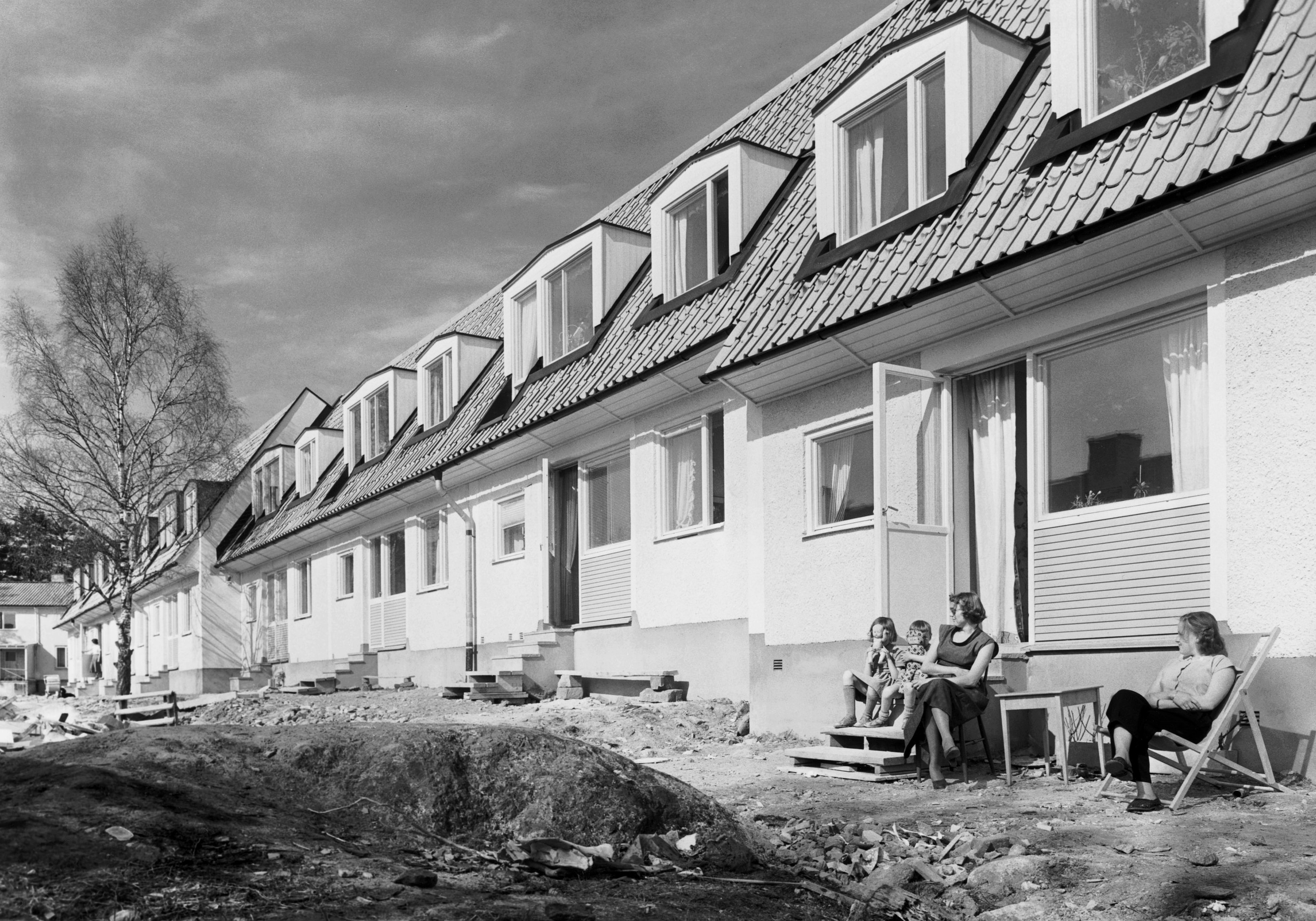
Skönstaholms radhus, 1950-talet.

Skönstaholm är ett bostadsområde i sydöstra delen av stadsdelen Hökarängen i Söderort inom Stockholms kommun. Området byggdes mellan 1949 och 1952 och består av radhus och kedjehus ritat av arkitekterna Nils Sterner och Erik F. Dahl. Skönstaholm byggdes genom Stockholmshems initiativ, som ägde området fram till juni 2010 då det blev bostadsrätter. Bebyggelsen är grönmärkt av Stadsmuseet i Stockholm vilket innebär "särskilt värdefull från historisk, kulturhistorisk, miljömässig eller konstnärlig synpunkt". Förändringar måste göras varsamt, så att bebyggelsens särdrag beaktas.

## Bakgrund
De första radhusområden i Stockholm anlades kring 1910 i dagens Gamla Enskede efter en stadsplan av Per Olof Hallman. Hans stadsplan som kan betecknas som Sveriges första trädgårdsstad innehöll blandad bebyggelse med nästan uteslutande radhus i de centrala delar, helt enligt förebilder från England (se Trädgårdsstäder i Stockholm). Men radhusen var inte populära, Hallman fick revidera sin stadsplan och bara några få längor byggdes. Det var småstugan med den egna trädgårdstäppan som lockade och så var det under hela 1920-, 1930- och 1940-talen. Först under 1950-talet fick radhus- och kedjehus sitt genombrott och har sedan dess blivit den vanligaste typen av småhusbebyggelse i Stockholm med omgivning.

## Historik

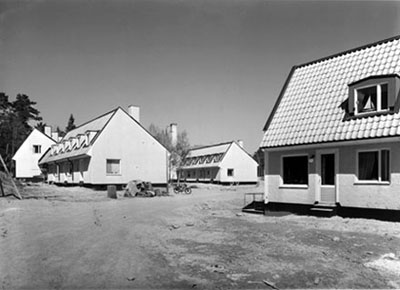
Skönstaholms radhus, 1950-talet.

Området i Skönstaholm byggdes enligt planeringstypen grannskapsenhet och uppfördes i anslutning till bebyggelsen i Hökarängen. Det blev en form av trädgårdsstad av den klassiska modellen med slingrande vägar och blandad bebyggelse. Här finns radhus och kedjehus omgivna av två till trevånings bostadshus och viss service med bland annat en egen livsmedelsaffär (numera pizzeria). I Skönstaholm finns 150 lägenheter av nio olika typer; 76 st 3 rok, 60 st 4 rok, 14 st 5 rok. Området planerades i slutet av 1940-talet i ambitionen att bli ett uppvisningsområde för radhus med hyreslägenheter, en bostadsform som var ovanlig i Sverige till skillnad från exempelvis England. Den första inflyttningen var i slutet av 1951.
Ytterväggarna är av lättbetong, mellanväggar av betongsten eller slaggplattor, som på den tiden var ett vanligt byggnadsmaterial. Bjälklagen är av betong med golvbeläggning av parkett eller linoleum. Fasaderna är behandlade med grov spritputs i dämpade färger. Invändig ytbehandling utfördes med kalkputs och målning eller tapetsering. Trädgårdsarkitekter var Walter Bauer och Eric Anjou.
Nästan hela området är ritat av arkitekterna Nils Sterner och Erik F. Dahl vid husbyggnadsavdelningen på Stockholms stads fastighetskontor. Skönstaholmsparken (torget) är ritat av Erik Glemme. I boken “Levande stad” från 1959 formulerade Sterner sina tankar kring ytterstadens stadsbild och miljö.  Han var anhängare av småskalig bebyggelse i Stockholms nya ytterområden. Han trodde varken på höghus eller på “förortsområden av amerikansk modell med enbart enfamiljshus”. Han förespråkade en måttlig bebyggelse med flerfamiljshus i två, någon gång tre våningar omgivna av enfamiljshus och radhus. Det, menade han, skulle skapa en hälsosam, vänlig miljö som skulle främja familjesammanhållningen. I Skönstaholm förverkligade han sin arkitekturfilosofi.

## Bilder

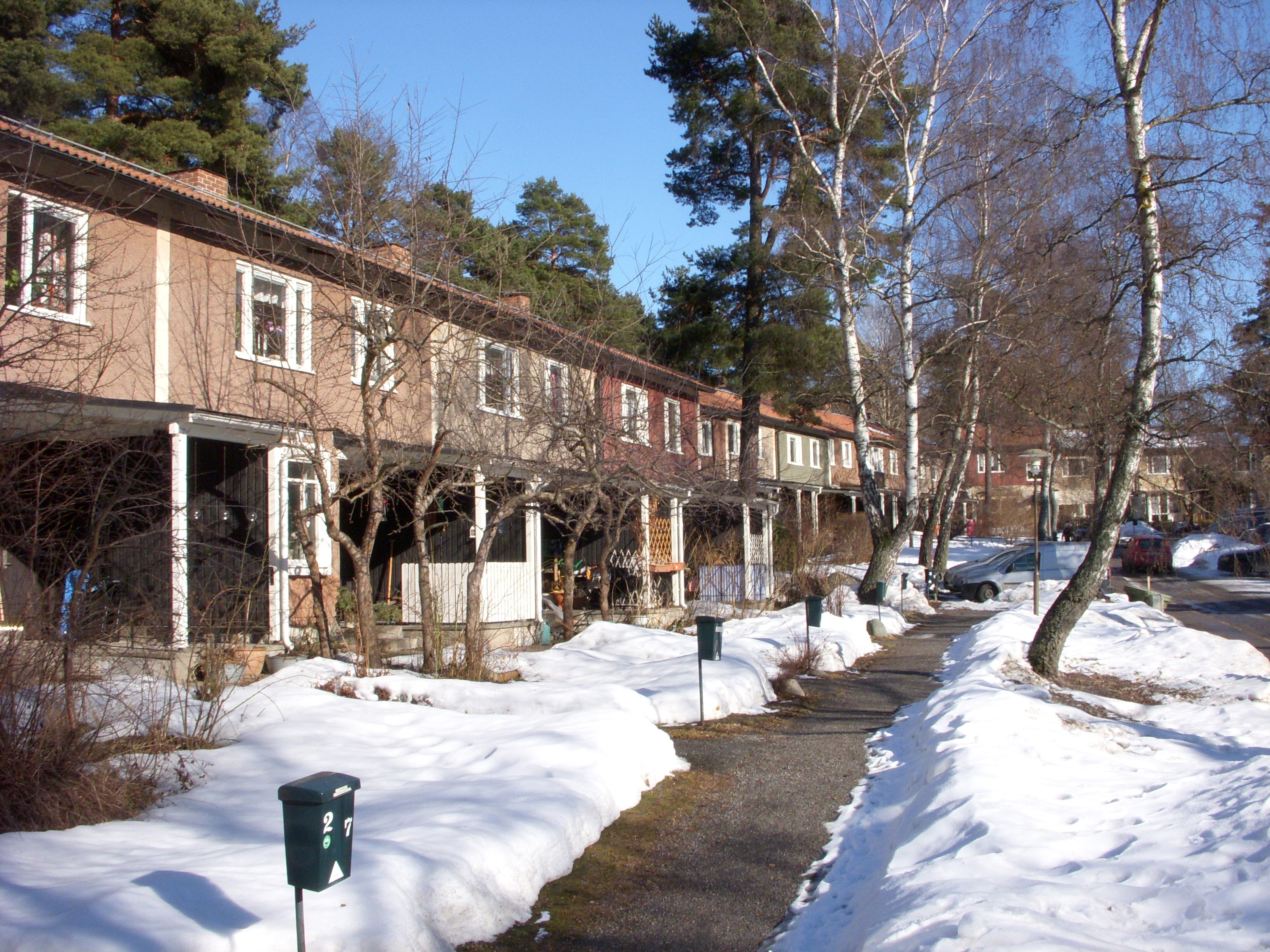
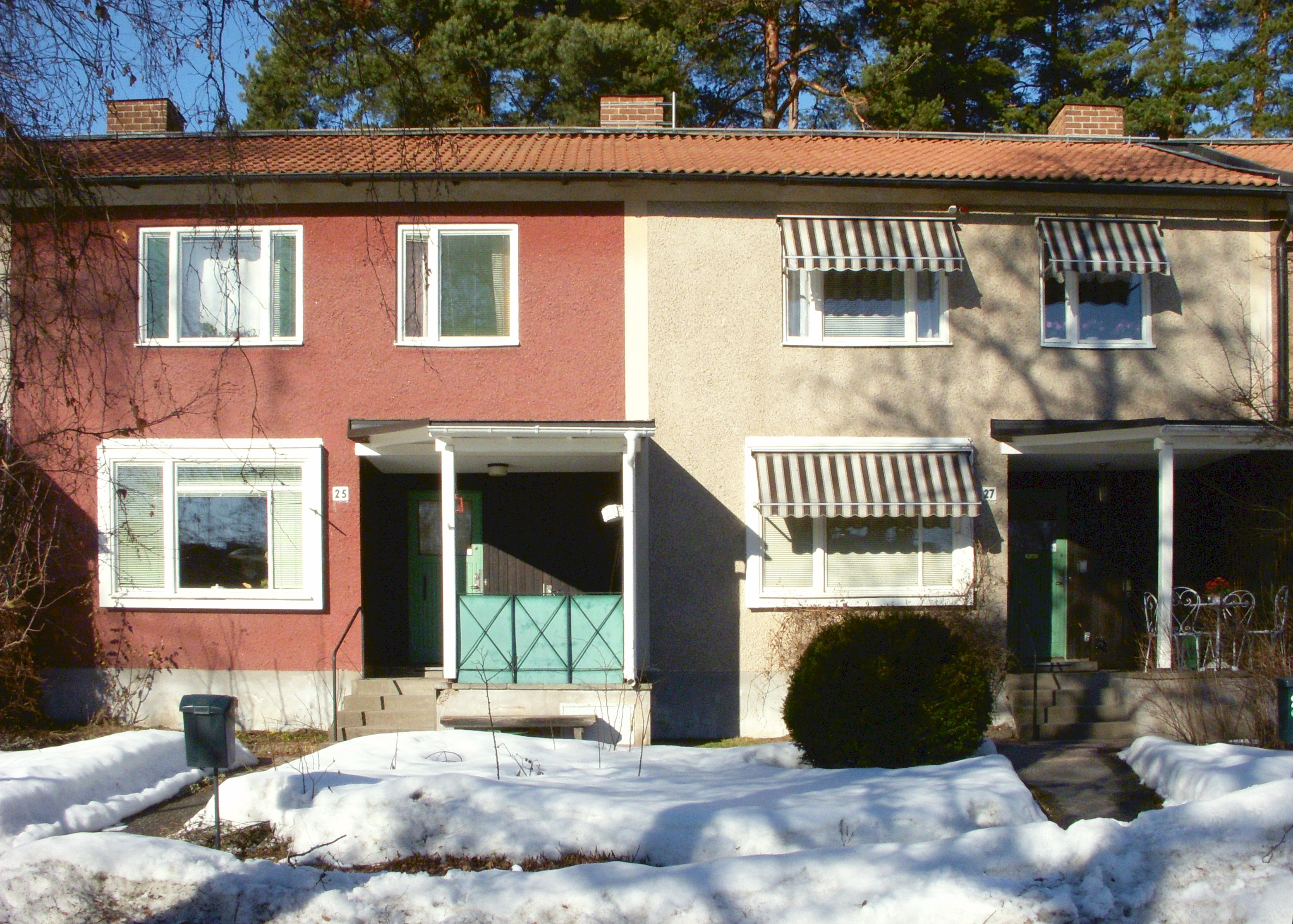
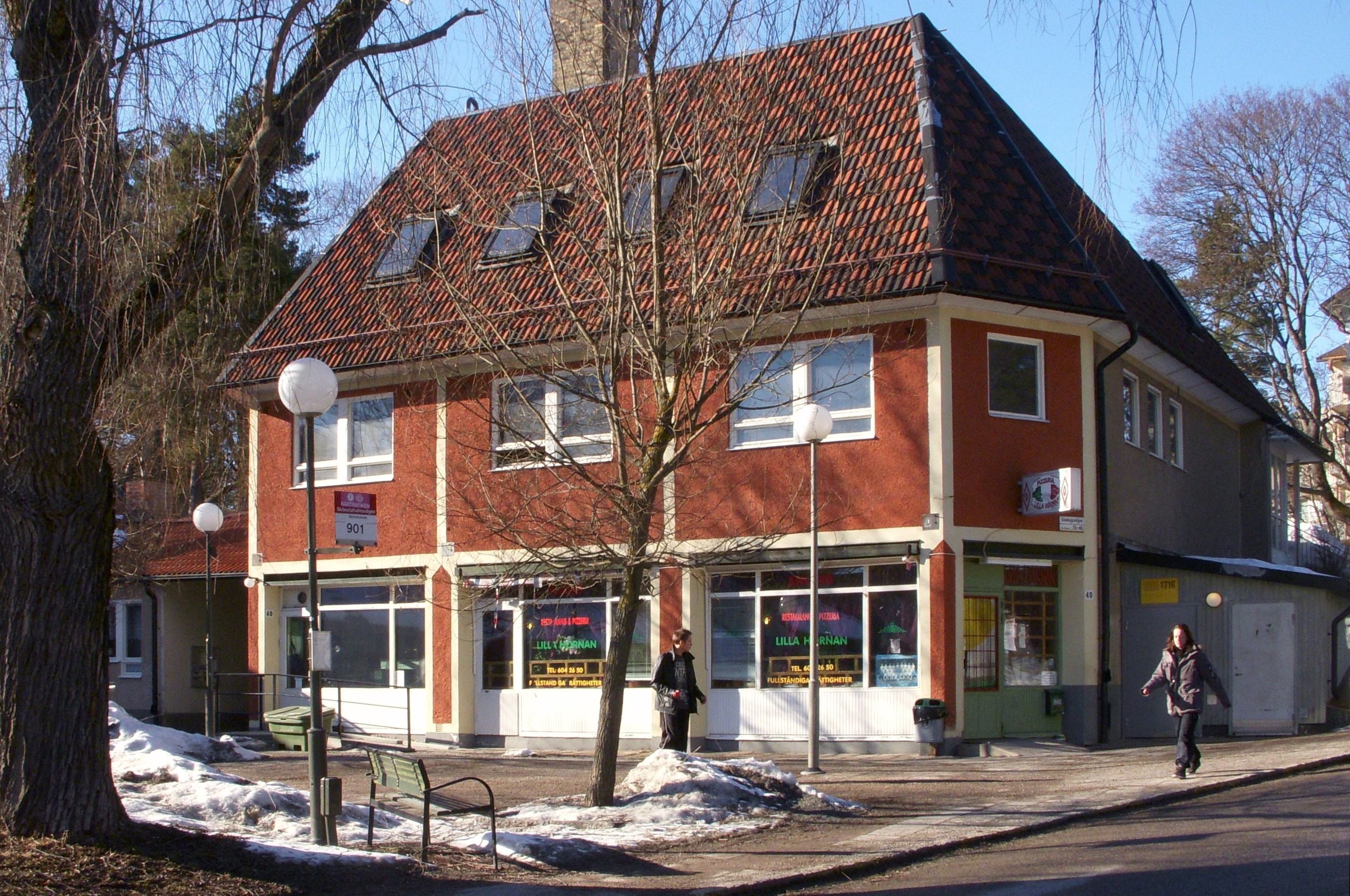
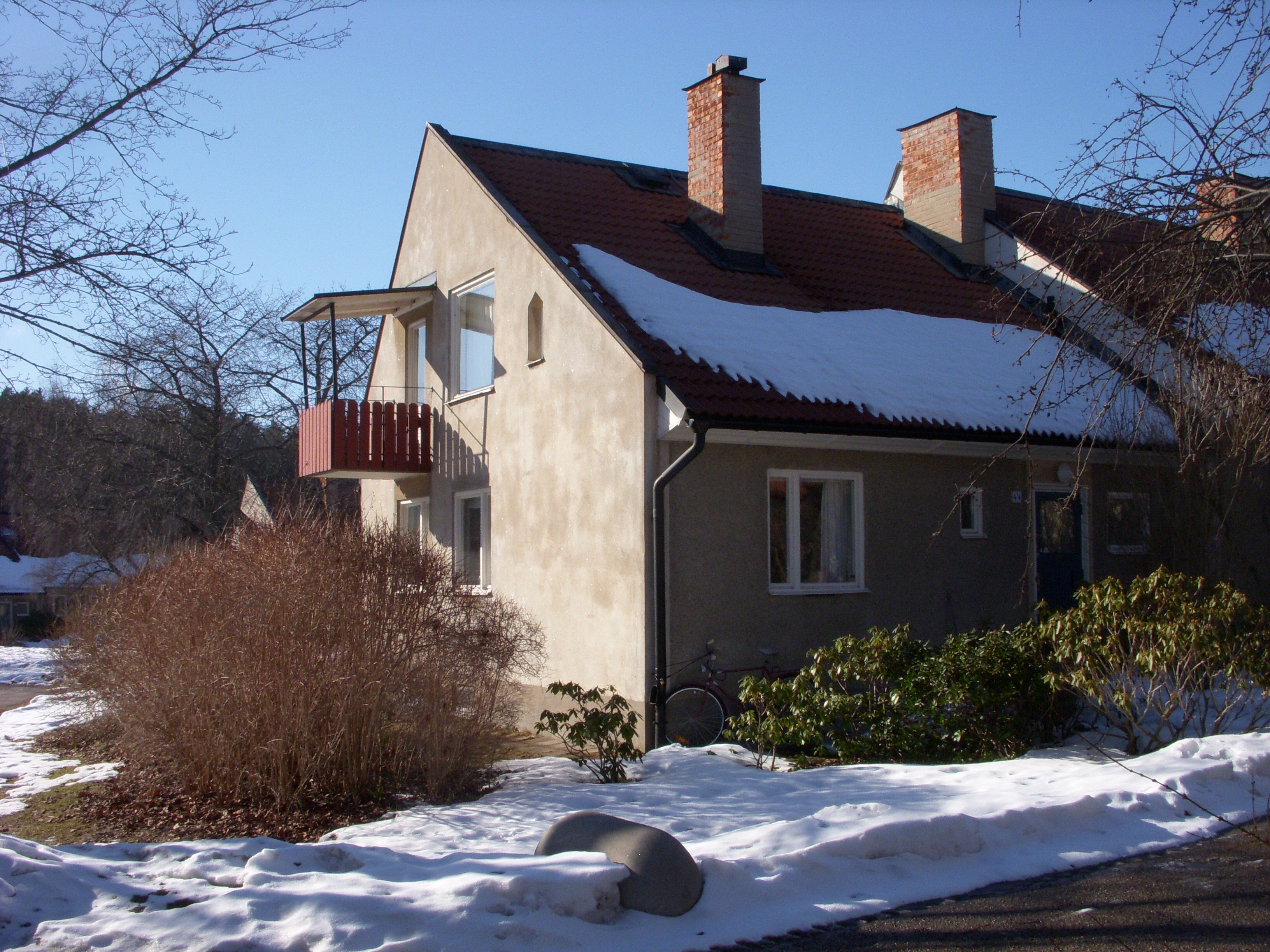